# Molnár Csilla (meteorológus)
Molnár Csilla (Zirc, 1989. január 31. –) magyar fizikus, meteorológus, 2015. március 15-e óta az M1 napi aktuális csatorna időjárás-jelentője.

## Élete
Molnár Zoltán vállalkozó és Hutvágner Bernadett tanítónő gyermekeként, Veszprém megyében látta meg a napvilágot. 
Gyermekkorát Bakonyszentlászlón töltötte, majd 14 évesen Győrben a Kazinczy Ferenc Gimnázium tanulója lett, 2003-tól 2007-ig. Érettségi után Budapesten az Eötvös Loránd Tudományegyetem Természettudományi Karán, Fizika szakon folytatta tanulmányait. 2013-ban fizikus diplomája után meteorológus mesterképzésre jelentkezett, ahol az állami ösztöndíj mellett köztársasági ösztöndíjat is kapott, és kiemelkedő tanulmányi eredményei miatt már időközben több állásajánlat közül válogathatott. 2015. március 15-től az M1 napi aktuális csatorna időjárás-jelentője, meteorológus MSc diplomáját az év júniusában szerezte meg.
A 2020-ban az M1-en induló Nyaralj Itthon! című turisztikai műsor vezetője, majd 2022-ben is ő kalauzolta a nézőket az ország különböző pontjaira a műsor keretein belül.